# 김유정기념사업회
김유정기념사업회는 김유정(金裕貞)선생의 사상과 문학을 기리며, 기념 및 연구 사업을 추진하고자 1968년 5월 29일 설립되었다. 설립일은 김유정 문인비건립 추진위원회 창건 기준이며, 김유정기념사업회로의 명칭 변경은 같은 해에 이루어졌다. 그 후 2009년 10월에 비영리 사단법인을 등록하였다. 현재 사단법인 김유정기념사업회 이사장으로 김금분 전 강원도의원이 재직 중에 있다ㆍ

## 설명
사단법인 김유정기념사업회는 한국의 대표적인 단편문학작가 김유정(金裕貞)선생의 사상과 문학을 기리며, 그 기념 및 연구사업 등을 추진하는 동시에 작가의 고향마을인 춘천 실레마을을 스토리빌리지화하여 국내외의 대표적 문학테마 공간을 조성하기 위하여 2009년 10월 비영리 사단법인 등록을 하였다.

## 진행 사업
1. 김유정 작가의 생가 복원 및 기념 전시관과 부대시설을 마련하고 작품의 무대인 실레마을에 문학산책로를 조성하는 등 김유정 작가의 문학적 업적과 문학정신을 알리기 위해 노력하였다.

## 기념 사업 연보

### 1960년대
- 1968년 5월 29일: 1968년 유정 31주기. 5월 29일 김유정 문인비건립 추진위원회에 의해 김유정문인비 건립 (춘천시 칠송동의 의암 옷바위 옆), 김유정문인비 건립추진위원회에서 김유정기념사업회로 개편
- 1968년 9월 1일: 김유정기념사업회는 김유정전집 편찬위원회를 두고 [김유정전집]을 편찬, 현대문학사에서 9월 1일 발간 (김유정전집 편찬 고문은 조연현, 최태호, 편찬위원은 이덕성, 이형근, 김영기, 편집제작은 김수명이 맡았다)
- 1968년 3월 29일: 1968년 3월 29일 유정 31주기를 맞아, 5월 29일 김유정 문인비건립 추진위원회에 의해 김유정문인비 건립 (춘천시 칠송동의 의암 옷바위 옆) 김유정문인비 건립추진위원회에서 김유정기념사업회로 개편

### 1970년대
- 1971년: 1971년 3월 29일 유정 34주기 추모제와 문학의 밤이 열렸다. 기념 강연은 <유정의 문단생활 (최태호)><유정의 작품세계(김영기)>가 있었다.
- 1972년: 1972년 3월 29일 유정 35주기 추모제. <유정문학의 로칼리즘> <유정의 해학정신(김영기)>이 있었다.
- 1973년: 1973년 3월 29일 유정 36주기 추모제. <문학과 향토>(최승순), <김유정 연구의 분석평가>(김영기) 기념 강연회가 열렸다. 기념 강연회때는 김유정이 짝사랑했던 박녹주 여사가 참석했다.
- 1975년: 10월 5일 연극 <봄 봄>공연.(극단 혼성, 각색 신명순, 연출 최지웅, 춘천 강원도립문화관)
- 1976년: 1976년 3월 29일 유정 38주기 추모제. 이때부터 김유정 기념사업회가 주최하던 <유정의 밤>은 김유정 기념사업회가 주최, 문협 강원도 지부가 주관하였다.
- 1978년: 1978년 3월 29일 유정 41주기. 유정의 고향 실레마을 금병의숙 터 앞에 <김유정 기적비>(金裕貞紀蹟碑)를 세웠다. 제막식과 농악등 잔치가 열렸고 저녁 7시에는 실레 현지에서 <유정의 밤>이 베풀어졌다.

### 1980년대
- 1984년: 김유정의 작품 [땡볕]이 영화화되었다. (제작 화천공사, 감독 하명중, 출연 하명중, 조용원, 주상호 등)
- 1987년: [원본 김유정 전집]이 출간되었다. (전신재 편, 한림대 출판부)

### 1990년대
- 1993년 10월 9일: 제1회 김유정백일장 시행. (춘천문인협회, 강원도민일보)
- 1994년 3월 9일: 문화체육관광부가 주관하는 '이달의 문화인물'에 김유정 선정(문체부(現 문광부))
- 1994년: 김유정 학술발표회 개최 [김유정 문학의 재조명](한림대 아시아문화연구소)
- 1994년 3월 27일: 제1회 김유정 문학현장 금병산 등산대회 개최, 김유정 청소년수련장조성
- 1994년 3월 29일: 제 57주기 추모제례 행사(김유정기념사업회 및 강원일보 주관), 김유정 문학의 밤 행사(춘천문인협회 주관), 증보판 [김유정전집] 발간 및 제1회 김유정 기억하기 문예작품공모 시행, 학술발표회 [김유정 문학으로 모색해보는 한국문학의 세계화] 개최 (한국문인협회, 문화체육관광부 주관)
- 1994년 10월 25일: 김유정선생 동상 및 문학비 제막(김유정기념사업회, 강원일보 주관)
- 1995년: 김유정신인문학상 제 1회 공모(강원도민일보 주관)
- 1995년: 한국 현대문학 표징을 금병의숙 터에 설치함(한국문인협회 및 SBS문화재단 주관)
- 1995년 3월 29일: 제58주기 추모제례 행사(김유정기념사업회 및 강원일보 주관), 제 2회 김유정 기억하기 전국문예작품 공모 및 제1회 김유정 작품 독후감 공모, <동백꽃 마을의 축제> 제2집 문학선집 발간
- 1996년: 김유정선생유적지조성추진위원회 발족 (춘천시 주관)
- 1997년 4월 19일: 제 4회 김유정 문학현장 금병산 등반대회 개최

### 2000년대
- 2000년: 프랑스어판 김유정 단편소설집 [Une averse(소낙비)]를 프랑스 쥘마(Zulma) 출판사에서 출판. 최미경, 장-노엘 주테(Jean-Noël Juttet) 번역. <소낙비>, <동백꽃>, <봄·봄> 등 총 9편의 소설 수록.
- 2000년 4월: 김유정 테마로 봄내예술제 개최(춘천예총 주관), [원본 김유정 전집] 출간 (전신재 편, 한림대 출판부), 제7회 김유정 문학현장 금병산 등반대회 개최
- 2000년 5월 17일: 김유정선양학술대회 개최 (김유정기념사업회, 강원일보사, 춘천예총 주관)
- 2000년 8월 8일: 김유정 6개 작품 각색 뮤지컬 ‘진달래 피고 새가 울며는’ 공연 (한국교사연극협회 주관)
- 2001년 1월: '이달의 자랑스런 문화인물’로 김유정선정(강원도민일보, 문화원연합회 도지회 공동선정)
- 2002년 3월 29일: '김유정 희곡집’ 발간(춘천예총 주관), 제 65주기 추모제례 행사(김유정 기념사업회, 강원일보 주관)
- 2002년 5월: '이달의 자랑스런 문화인물’로 김유정 선정(강원도민일보, 문화원연합회 도지회 공동선정), '땡볕’ 연극 공연(극단 굴레씨어터)
- 2002년 6월: 김유정 소설집 발간 (강원대학교
- 2002년 8월 15일: 제1회 김유정문학캠프 개최
- 2002년 9월 12일: 2002 향토작가 알리기 학교별 순회 문학강연
- 2003년 4월 25일: 2003년 제1회 김유정문학제 개최
- 2003년 7월 25일: 제2회 김유정문학캠프
- 2003년 5월: 김유정 소설 속의 30년대 삶의 모습 현장체험 행사 개최
- 2003년 9월: 2003 향토작가 알리기 학교별 순회 문학강연
- 2004년 4월 30일: 제2회 김유정문학제
- 2004년 6월 2일: 음악과 함께 하는 문학작품 낭송회
- 2004년 9월: 2004 향토작가 알리기 학교별 순회 문학강연
- 2004년 10월 23일: 김유정 소설 속의 30년대 삶의 모습 현장체험
- 2004년 12월 1일: 경춘선 『신남역 ⇒ 김유정역』 명칭 변경 기념 축하 행사
- 2005년 4월 22일: 제3회 김유정문학제 개최
- 2005년 6월 11일: 음악과 함께 하는 문학작품 낭송회
- 2005년 7월 28일: 제4회 김유정문학캠프 개최
- 2005년 9월: 2005 향토작가 알리기 군부대별 순회 문학강연
- 2005년 10월 22일: 김유정 소설 속의 30년대 삶의 모습 현장체험
- 2005년: 제3회 김유정문학제
- 2006년 4월 21일: 제4회 김유정문학제 개최
- 2006년 6월 10일: 음악과 문학이 만나는 「이런 음악회」 개최
- 2006년 7월 26일: 제5회 김유정문학캠프 개최
- 2006년 10월 24일: 북한강 지역 학생들을 위한 향토작가 알리기 행사
- 2006년 10월 28일: 제4회 강원도 농요부르기 대회, 김유정 소설과 만나는 삶의 체험, '30년대 실레마을로' 행사 개최
- 2007년 4월 27일: 제5회 김유정문학제 개최
- 2007년 5월 26일: 청소년 문학축제 ‘봄ㆍ봄’
- 2007년 7월 25일: 제6회 김유정문학캠프 개최
- 2007년 10월 13일: 소설의 고향을 찾아가는 문학기행 행사
- 2007년 10월 27일: 김유정 소설과 만나는 삶의 체험, '30년대 실레마을로' 행사 개최
- 2007년 11월 3일: 향토작가와 함께하는 순회 문학 강연
- 2007년 11월 6일: 제1회 김유정문학상
- 2008년 4월 25일: 제6회 김유정문학제
- 2008년 5월 24일: 청소년 문학축제 ‘봄ㆍ봄’
- 2008년 7월 23일: 제7회 김유정문학캠프 개최
- 2008년 10월 11일: 소설의 고향을 찾아가는 문학기행
- 2008년 10월 25일: 김유정 소설과 만나는 삶의 체험, 30년대 실레마을로, 향토작가와 함께하는 순회 문학 강연
- 2008년: 김유정 탄생 100주년 기념행사
- 2008년 4월 27일: 제2회 김유정문학상
- 2009년 4월 24일: 제7회 김유정문학제
- 2009년 4월 26일: 제3회 김유정문학상
- 2009년 5월 23일: 청소년 문학축제 ‘봄ㆍ봄’
- 2009년 7월 22일: 제8회 김유정문학캠프
- 2009년 10월 10일: 제3회 소설의 고향을 찾아가는 문학기행
- 2009년 10월 24일: 김유정 소설과 만나는 삶의 체험, 30년대 실레마을로, 향토작가와 함께하는 순회 문학 강연

## 같이 보기
- 김유정 (소설가)
- 김유정역